# Mount Harrison
Mount Harrison är ett berg i Antarktis. Det ligger i Östantarktis. Australien gör anspråk på området. Toppen på Mount Harrison är 1 955 meter över havet, eller 441 meter över den omgivande terrängen. Bredden vid basen är 4,0 km.
Terrängen runt Mount Harrison är huvudsakligen kuperad, men åt nordväst är den platt. Trakten är obefolkad. Det finns inga samhällen i närheten.